# Jaume Pont
Jaume Pont Ibáñez (Lérida, 1947) es un poeta y ensayista literario español que ha escrito casi toda su obra en catalán.

## Biografía
Licenciado en Filosofía y Letras, ha sido profesor en las universidades de Poitiers, Nápoles, Mar del Plata e Illinois. es fundador de la revista Quaderns de Ponent y miembro de la Asociación de Escritores en Lengua Catalana (AELC), la Asociación Internacional de Hispanistas y del Centro Catalán del PEN Club. Ha colaborado con las publicaciones Avui, Destino, Ínsula, Cuadernos Hispanoamericanos, Serra d'Or, Lletra de Canvi, Cuadernos del Norte, La Vanguardia, Ampit y Cairell. En 1982 fue galardonado con el Premio Vicent Andrés Estellés de poesía; en 1991 y 1997 ganó el Premio Crítica Serra d'Or de poesía por Raó d'atzar y Vol de cendres, respectivamente, y en 2000 obtuvo el Premio de la Crítica de poesía catalana que otorga la Asociación Española de Críticos Literarios por Llibre de frontera. Y en 2006, ganó el Premio Carles Riba de poesía, con la obra "Enlloc".

## Obras

### Poesía
- Límit(s) (1976)
- Els vels de l'eclipsi (1980)
- Jardí bàrbar (1981)
- Divan (1982)
- Raó d'atzar (1990)
- Vol de cendres (1996)
- Llibre de la frontera: de Musa Ibn-Al-Tubbi (2000)
- Enlloc (2007)

### Estudios literarios
- La nova poesia catalana: estudi i antologia (con Joaquim Marco, 1980)
- El corrent G.V. : l'obra poètica de Guillem Viladot (1986)
- El Postismo: un movimiento estético-literario de vanguardia. Estudio y textos (1987)